# Feljton
Feljton (fra. feuilleton) ili podlistak pripada publicističkoj vrsti. Dobio je naziv zbog stalnog mjesta na kojem je objavljivan u novinama, a na živ i popularan način obrađuje pitanja umjetnosti, znanosti, filozofije i politike, za koja se smatra da su od značenja za širu zajednicu i zanimaju širu publiku. Podvrsta feljtona je kozerija.
U publicistici su najvažnije vrste: reportaža, feljton i polemika.